# Антагонист (фармакология)
 Тази статия е за медицинския термин.  За театралния термин вижте Антагонист.  
Антагонистът е лекарство с действие, противоположно на определени физиологични функции в организма или на други лекарства. Често използвани синоними са англоезичното блокер или латинската наставка -литик. Така адреналиновите антагонисти се означават още като адреналинови блокери или като адренолитици.
Антидотите са класически пример за антагонистично действие, в този конкретен случай - срещу отровите.
Антагонистът е субстанция, която се свързва с даден рецептор, протеин или друга молекулярна „мишена“. При това си действие той може да имитира свърването на рецептора с биологичен лиганд, в горния пример биологичният лиганд е адреналинът. Разликата между антагонистъта и биологичния лиганд е в липсата на биологичен ефект на първия, т.е по отношение на дадения рецепторен или друг протеин, той е „инертен“. За да се осъществи ефикасно антагонистичният ефект, молекулата на антагониста изявява афинитет към рецептора, който е най-малко равен, а в повечето случаи и по-силен от този на биологичния лиганд. Ефектът на антагонистите се осъществява с изместването на биологичния лиганд от неговия рецептор и свързването му с биологично неактивна молекула. Ако молекулата притежава все пак даден ефект, подобен по насока, но по-слаб, се говори за частичен антагонизъм.
Антагонистите понякога се бъркат с обратните агонисти – молекули, които не само изместват лиганда от рецептора, но и имат активно действие, обратно по ефект на биологичния лиганд.
В примера с адреналина, който е естествен лиганд, свързващ се с редица адреналинови рецептори, между които бета-адренергичните рецептори, свързването му с тази група протеини в сърдечната тъкан води до ускоряване на силата и честотата на миокардните контракции. Бета-блокерите, които са антагонисти на адреналина по отношение на бета-адренорецепторите, изместват адреналина и прекратяват действието му върху тези рецептори. Това тяхно действие води до забавяне на пулса, понижаване на кръвното налягане и на нуждите от кислород на сърдечния мускул.